# BoConcept
BoConcept A/S ist ein international tätiges dänisches Unternehmen der Einrichtungsbranche.

## Geschichte
BoConcept wurde 1952 von den beiden Tischlern Jens Ærthøj Jensen und Tage Mølholm in Herning, Dänemark gegründet. Ihr Ziel war es qualitativ hochwertige Designmöbel herzustellen, die nicht nur optisch, sondern auch in Funktionalität und durch ein ausgewogenes Preis-Leistungs-Verhältnis überzeugen. 1993 wurde das erste eigene BoConcept-Ladengeschäft in Paris eröffnet. Im selben Jahr erfolgten weitere Eröffnungen in Frankreich, China und den USA. Inzwischen gibt es mehr als 300 BoConcept Stores in über 60 Ländern.
2016 verkauften Viggo Mølholm und seine Familie das Familienunternehmen an den Private-Equity-Fonds 3i. Im selben Jahr erfolgte das Delisting von der Börse in Kopenhagen.

## Geschäftstätigkeit
BoConcept vertreibt moderne Designermöbel, welche über von Franchisepartnern betriebenen Geschäfte vertrieben werden. Die angebotenen Produkte gliedern sich in die Bereiche Wohnen, Essen, Schlafen, Arbeiten und Accessoires.
Der Stil der Möbel lässt sich dem skandinavischen Design zuordnen. Die Möbel der Kollektionen werden von eigenen sowie externen Designern entworfen. So entstand beispielsweise die Esszimmerkollektion Ottawa in Zusammenarbeit mit dem international renommierten Industriedesigner Karim Rashid. Oki Sato entwarf für BoConcept die fusion Kollektion.

## Auszeichnungen
- 2007: Dänischer Franchise Award 2007[6]
- 2008: red dot design award für den Esszimmerstuhl „One“[7]
- 2013: red dot design award honourable mention für die Esszimmerkollektion „Ottawa“[8]